# Haplophthalmus thermophilus
Haplophthalmus thermophilus är en kräftdjursart som beskrevs av Calgar 1948. Haplophthalmus thermophilus ingår i släktet Haplophthalmus och familjen Trichoniscidae. Inga underarter finns listade i Catalogue of Life.